# Bjarnason Island
Bjarnason Island är en ö i Kanada.   Den ligger i territoriet Nunavut, i den norra delen av landet, 4 000 km norr om huvudstaden Ottawa. Arean är 125 kvadratkilometer.
Terrängen på Bjarnason Island är lite kuperad. Öns högsta punkt är 655 meter över havet. Den sträcker sig 10,2 kilometer i nord-sydlig riktning, och 21,0 kilometer i öst-västlig riktning.
Trakten runt Bjarnason Island är nära nog obefolkad, med mindre än två invånare per kvadratkilometer.